# 百足衆
百足衆（むかでしゅう）とは、戦国時代の、甲斐武田信玄の側近集団・使番である。そして、信玄の直言を密かに受け取る重大な使命を担ったエリート集団による伝令部隊でもある。また、使番十二人衆とも呼ばれる。

## 解説
百足は前進するのみで後退しないことから、武将たちの間では武勇の象徴や、「戦場でも後ろに退かない」「負けない」として好まれた。
百足衆の有名な武将としては、真田幸隆の次男真田昌輝などが挙げられる。